# Loris Benito
Loris Benito (Aarau, 7 januari 1992) is een Zwitsers-Spaans voetballer die doorgaans als linksback speelt. Hij verruilde BSC Young Boys in juli 2019 voor Girondins Bordeaux. Benito debuteerde in 2018 in het Zwitsers voetbalelftal.

## Clubcarrière
Benito stroomde door vanuit de jeugd van FC Aarau. Hiervoor debuteerde hij in 2009 in de Super League. Aurau degradeerde dat seizoen. Hij groeide in 2010/11 in de Challenge League uit tot basisspeler. Benito verruilde Aurau in januari 2012 transfervrij voor FC Zürich en keerde zo terug op het hoogste niveau. In zijn eerste zes maanden speelde hij twee wedstrijden voor FC Zürich. Het seizoen erop veroverde hij een basisplaats. Op 10 maart 2013 werd hij in een uitwedstrijd tegen FC Thun in zijn vinger gebeten door een steenmarter die hij van het veld af wilde dragen.
Benito verruilde de Zwitserse competitie in juli 2014 voor Benfica. Een handvol wedstrijden later, keerde hij na een terug naar Zwitserland, bij BSC Young Boys.

## Interlandcarrière
Benito maakte deel uit van alle Zwitserse nationale jeugdelftallen van Zwitserland –18 tot en met Zwitserland –21. Zijn debuut in het Zwitsers voetbalelftal volgde op 14 november 2018, in een met 0–1 verloren oefeninterland tegen Qatar. Benito maakte op 18 november 2019 zijn eerste interlanddoelpunt. Hij schoot toen de 1–4 binnen in een met 1–6 gewonnen kwalificatiewedstrijd voor het EK 2020 in en tegen Gibraltar.

## Erelijst
| Competitie             | Aantal    | Jaren            |           |           |
| FC Zürich              | FC Zürich | FC Zürich        | FC Zürich | FC Zürich |
| ---------------------- | --------- | ---------------- | --------- | --------- |
| Beker van Zwitserland  | 1x        | 2013/14          |           |           |
| Benfica                |           |                  |           |           |
| Kampioen Primeira Liga | 1x        | 2014/15          |           |           |
| Taça da Liga           | 1x        | 2014/15          |           |           |
| Young Boys             |           |                  |           |           |
| Kampioen Super League  | 2x        | 2017/18, 2018/19 |           |           |

1 Johnsson ·
2 Gregersen ·
4 Bokele ·
5 Barbet  ·
6 Ihnatenko ·
8 Sissokho ·
9 Vipotnik ·
10 Weissbeck ·
11 Pitu ·
13 Strączek ·
14 N'Simba ·
17 Elis ·
18 Biumla ·
19 Ekomié ·
20 Díaz ·
22 De Amorim ·
24 Marcelin ·
26 Depussay ·
29 Livolant ·
30 Davitasjvili ·
34 Michelin ·
40 Bedfian ·
72 Cassubie ·
77 Badji ·
81 De Lima ·
91 Tebili ·
97 Rouyard ·
99 Swiderski ·
Coach: Guion
· Assistent-coach: Plašil
· Keeperstrainer: Coupet
1 Sommer ·
2 Mbabu ·
3 Widmer ·
4 Elvedi ·
5 Akanji ·
6 Zakaria ·
7 Embolo ·
8 Freuler ·
9 Seferović ·
10 Xhaka  ·
11 Vargas ·
12 Mvogo ·
13 Rodríguez ·
14 Zuber ·
15 Sow ·
16 Fassnacht ·
17 Benito ·
18 Mehmedi ·
19 Gavranović ·
20 Fernandes ·
21 Omlin ·
21 Kobel ·
22 Schär ·
23 Shaqiri ·
24 Omeragić ·
25 Cömert ·
26 Lotomba ·
Coach: Petković